# چیو چی-لینگ
چیو چی-لینگ (انگلیسی: Chiu Chi-ling؛ زادهٔ ۱۹۴۳ میلادی) بازیگر و مربی هنرهای رزمی اهل چین است.